# Manilkara pubicarpa
Manilkara pubicarpa е вид растение от семейство Sapotaceae. Видът е световно застрашен, със статут Уязвим.

## Разпространение
Разпространен е в Гвиана.